# Joseph Chusak Sirisut

Bischofswappen von Joseph Chusak Sirisut

Joseph Chusak Sirisut (Thai: ยอแซฟ ชูศักดิ์ สิริสุทธิ์; * 24. Februar 1956 in Bang Nok Khwaek, Landkreis Bang Khonthi, Provinz Samut Songkhram, Zentralthailand) ist ein thailändischer Geistlicher und römisch-katholischer Bischof von Nakhon Ratchasima.

## Leben
Papst Johannes Paul II. spendete ihm am 11. Mai 1984 die Priesterweihe für das Bistum Ratchaburi.
Papst Benedikt XVI. ernannte ihn am 30. November 2006 zum Bischof von Nakhon Ratchasima. Sein Amtsvorgänger als Bischof von Nakhon Ratchasima, Joachim Phayao Manisap, spendete ihm am 10. Februar des nächsten Jahres die Bischofsweihe; Mitkonsekratoren waren Salvatore Pennacchio, Apostolischer Nuntius in Thailand, Singapur und Kambodscha sowie Apostolischer Delegat in Myanmar, Laos, Malaysia und Brunei Darussalam, und George Yod Phimphisan CSsR, Bischof von Udon Thani.
Seit Oktober 2021 ist er Vorsitzender der thailändischen Bischofskonferenz.